# Конево (Псковская область)
Конево — деревня в Островском районе Псковской области. Входит в состав Воронцовской волости.
Расположена в 31 км к юго-востоку от города Остров и в 7 км к юго-востоку от волостного центра, села Воронцово.
Численность населения деревни по состоянию на 2000 год составляет 8 жителей.